# IOS 12
iOS 12 é o décimo segundo maior lançamento do sistema operacional móvel iOS, desenvolvido pela Apple Inc., sendo o sucessor do iOS 11. Foi anunciado na Conferência Mundial de Desenvolvedores da empresa em 4 de junho de 2018. A estética é semelhante ao do iOS 11, mas contém vários recursos, melhorias na duração de bateria e atualizações de segurança, além de funcionalidades adicionais dentro de alguns aplicativos. Foi lançado ao público em 17 de setembro de 2018.

## Introdução e lançamento inicial
O iOS 12 foi apresentado por Craig Federighi na palestra de abertura da Conferência Mundial de Desenvolvedores da Apple em 4 de junho de 2018. A primeira versão beta do desenvolvedor foi lançado após a apresentação do keynote. A Apple lançou o primeiro lançamento beta público em 25 de junho de 2018.

## Dispositivos compatíveis
| - iPhone 5s - iPhone 6 - iPhone 6 Plus - iPhone 6S - iPhone 6S Plus - iPhone SE - iPhone 7 - iPhone 7 Plus - iPhone 8 - iPhone 8 Plus - iPhone X - iPhone XR - iPhone XS - iPhone XS Max | - iPod Touch (6ª geração) - iPod Touch (7ª geração) | - iPad Air - iPad Air 2 - iPad 5 (2017) - iPad 6 (2018) - iPad Mini 2 - iPad Mini 3 - iPad Mini 4 - iPad Pro (9.7-inch) - iPad Pro (10.5-inch) - iPad Pro (12.9-inch 1ª geração) - iPad Pro (12.9-inch 1ª geração) |

## Histórico de versões
IOS 12.0
IOS 12.0.1
IOS 12.1
IOS 12.1.1
IOS 12.1.2
IOS 12.1.3
IOS 12.1.4
IOS 12.2
IOS 12.3
IOS 12.3.1
IOS 12.3.2
IOS 12.4
IOS 12.4.1
IOS 12.4.2
IOS 12.4.3
IOS 12.4.4
IOS 12.4.5
IOS 12.4.6
IOS 12.4.7
IOS 12.4.8
IOS 12.4.9
IOS 12.5
IOS 12.5.1
IOS 12.5.2
IOS 12.5.3
IOS 12.5.4
IOS 12.5.5
IOS 12.5.6